# Eduard Zentgraf
Eduard Zentgraf (* 28. September 1882 in Reichenbach; † 19. Mai 1973 in Gernsbach) war ein deutscher Forstwissenschaftler.

## Familie
Zentgraf entstammte einer alten hessischen Juristen- und Pfarrersfamilie. Sein Großvater väterlicherseits, Otto Zentgraf war Präsident des Oberappellationsgerichtes Darmstadt gewesen. Sein Vater Wilhelm Zentgraf (1839–1917) war Hofkaplan in Schönberg, Pfarrer in Reichenbach und Eberstadt, die Mutter war Marie, geborene Föhlisch (1854–1924). Sein jüngerer Bruder Rudolph war Oberkirchenrat und Superintendent.
Zentgraf heiratete am 8. März 1913 in Darmstadt Anna, geborene Walther (* 17. August 1887 in Grebenau). Aus der Ehe gingen folgende Kinder hervor:
- Volz, Annedore, geb. Zentgraf (* 1919), verheiratet 1943 mit Heinrich Volz, Forstdirektor in Gernsbach an der Murg
- Zentgraf, Reinhard (* 1922), Kaufmann in Lauterbach
- Ludwig, Maria, geb. Zentgraf (* 1924), Kindergärtnerin, verheiratet 1943 mit Ernst Ludwig, Pfarrer in Neu-Isenburg Darmstadt
- Zentgraf, Hartmut (* 1927), Pfarrer in Darmstadt

## Leben
Nach dem Besuch des Gymnasiums in Darmstadt studierte er von 1901 bis 1904 Forstwissenschaft in Gießen und München. Während seiner Studienzeit trat Zentgraf den christlichen Studentenverbindungen Gießener Wingolf und Münchener Wingolf bei, später auch dem Freiburger Wingolf. Prägend wurde für ihn vor allem das von Heinrich Mayr vermittelte Gedankengut einer naturnahen Forstwirtschaft. Nach dem Militärdienst legte er im Jahre 1908 die Staatsprüfung für den höheren Forstdienst ab und übernahm anschließend die Verwaltung eines Privatwaldbesitzes in Oberwolfach im Schwarzwald. 1912 promovierte er bei Karl Wimmenauer in Gießen mit einer Dissertation über die Privatwaldwirtschaft. 1936 folgte Zentgraf einem Ruf als Nachfolger von Karl Vanselow (1879–1969) auf den Lehrstuhl für Forstliche Produktionslehre an der Universität Gießen. 1939 übernahm er den Lehrstuhl für Waldbau an der Universität Freiburg und war dort bis zu seiner Emeritierung im Jahre 1952 auch Direktor des Waldbauinstituts. Zentgraf hat in den schwierigen Kriegs- und Nachkriegsjahren entscheidend zur Sicherung des forstlichen Lehr- und Forschungsbetriebes in Freiburg beigetragen. Er war Mitarbeiter und zeitweilig Mitherausgeber der Allgemeinen Forst- und Jagdzeitung (ab 1942).

## Werk
Ausgehend von der grundlegenden Erkenntnis, dass der Wald als natürliche Pflanzengesellschaft aufzufassen sei, deren Werden und Sein sich nach eigenen Gesetzen unter Einfluss der Umwelt gestaltet und die der Forstwirt sich dienstbar machen muss, hat sich Zentgraf um die Entwicklung einer naturnahen Forstwirtschaft bemüht. In seinen Veröffentlichungen standen Fragen der Betriebsform, der Vorratspflege, der Naturverjüngung, der Aufforstung von Schadflächen oder Mischungsverhältnisse stets im Vordergrund. Seine besondere Liebe galt der Weißtanne, deren Wurzeltracht er beschrieb und deren ökologische Ansprüche er untersuchte. Daneben war Zentgraf der bedeutendste Kenner ausländischer Baumarten, mit denen er sich systematisch befasste und deren Standortansprüche und Holzeigenschaften er untersuchte, um die Anbauwürdigkeit festzustellen.

## Mitgliedschaften

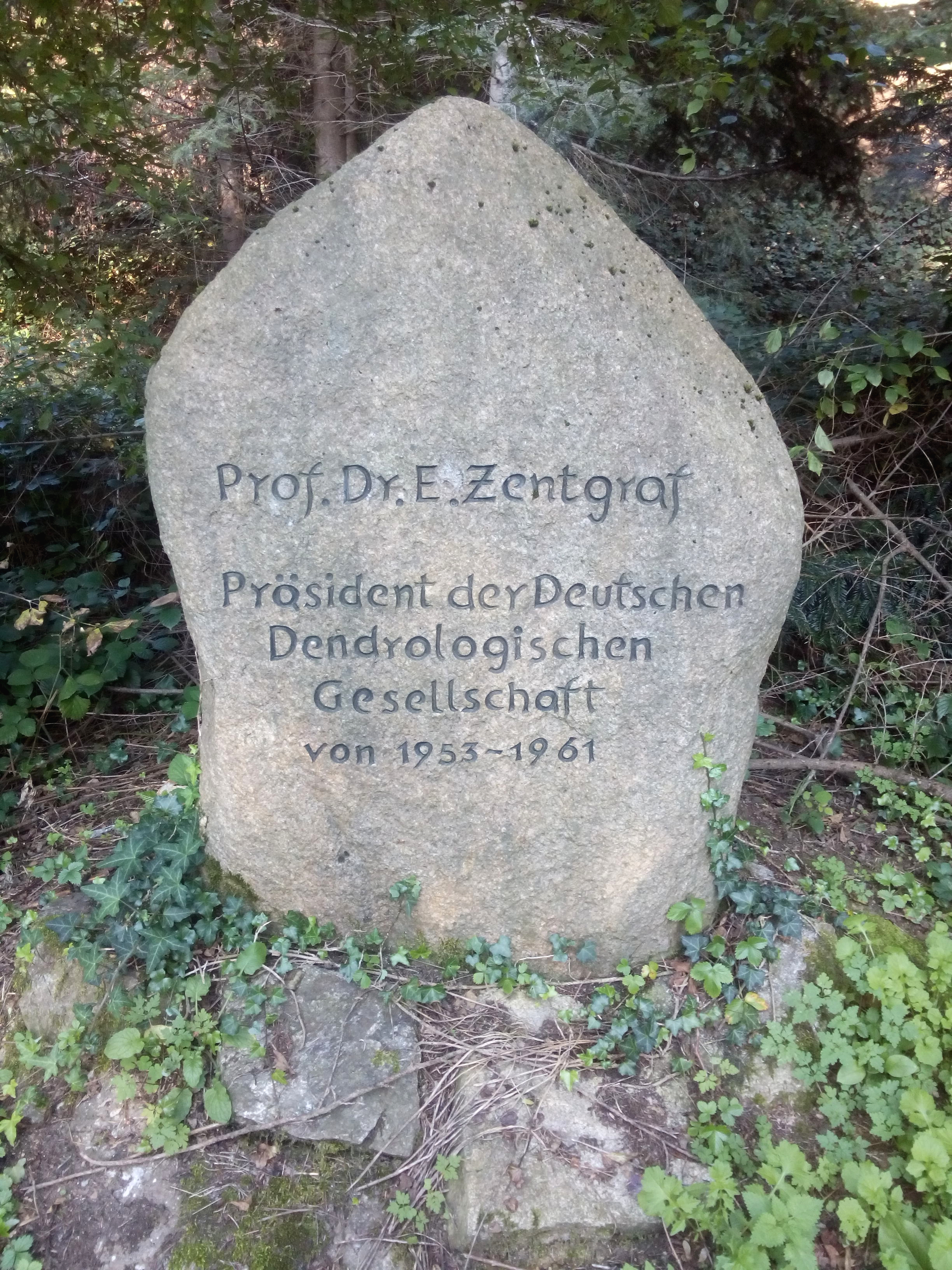
Gedenkstein für Eduard Zentgraf im Freiburger Stadtwald

Zentgraf war Mitglied im hessischen Waldbesitzerverband und Gründer der Holzverkaufsstelle Hessischer Waldbesitzer in Kassel, aus der sich die Hessische Schwellenverwertung GmbH entwickelte. Auch im Reichsbewertungsausschuss und im Reichsverband Deutscher Waldbesitzerverbände war er tätig. Er war von 1953 bis 1961 Vorsitzender der Deutschen Dendrologischen Gesellschaft und zeitweilig der Naturforschenden Gesellschaft zu Freiburg im Breisgau.

## Wichtige Veröffentlichungen
- Die Privatwaldungen des Wolftals im badischen Schwarzwald Teil 1 (Darmstadt) (Diss. Univ. Gießen, Phil. Fak., 1912)
- Die Privatwaldungen des Wolftals im badischen Schwarzwald Teil 2, 1913
- Volk und Wald, Langensalza 1928
- Einführung in die Forstwirtschaft, Frankfurt 1950
- Waldbau, Heidelberg 1951
- Aus der Geschichte der Naturwissenschaften an der Universität Freiburg, Freiburg 1957